# 2012
2012 (MMXII) là một năm nhuận bắt đầu vào Chủ nhật của lịch Gregory, năm thứ 2012 của Công nguyên hay của Anno Domini, the năm thứ 12  của thiên niên kỷ 3 and the thế kỷ 21, và năm thứ  3   của thập niên 2010. 
Năm 2012 được chỉ định là:
- International Year of Cooperatives[1]
- International Year of Sustainable Energy for All[2]

## Sự kiện diễn ra

### Tháng 3
- 8 – 19 tháng 3: AFC Challenge Cup 2012 tổ chức tại Nepal, đội tuyển bóng đá quốc gia Cộng hòa Dân chủ Nhân dân Triều Tiên lần thứ 2 giành chức vô địch.

### Tháng 6
- 8 tháng 6 – 1 tháng 7: Giải vô địch bóng đá châu Âu 2012 tổ chức tại Ba Lan và Ukraina, đội tuyển bóng đá quốc gia Tây Ban Nha lần thứ 3 giành chức vô địch.

### Tháng 7
- 27 tháng 7 – 12 tháng 8: Thế vận hội Mùa hè 2012 tổ chức tại London, Vương quốc Anh

### Tháng 8
- 19 tháng 8 – 8 tháng 9: Giải vô địch bóng đá nữ U-20 thế giới 2012 tổ chức tại Nhật Bản, đội tuyển bóng đá U-20 nữ quốc gia Hoa Kỳ lần thứ 3 giành chức vô địch.

### Tháng 9
- 22 tháng 9 – 13 tháng 10: Giải vô địch bóng đá nữ U-17 thế giới 2012 tổ chức tại Azerbaijan, đội tuyển bóng đá U-17 nữ quốc gia Pháp lần đầu tiên giành chức vô địch.

### Tháng 11
- 24 tháng 11 – 22 tháng 12: Giải vô địch bóng đá Đông Nam Á 2012 tổ chức tại Malaysia và Thái Lan, đội tuyển bóng đá quốc gia Singapore lần thứ 4 giành chức vô địch.

## Sinh
- 24 tháng 1: Athena Marguerite Françoise Marie của Đan Mạch, Nữ Bá tước của Monpezat
- 23 tháng 2: Công chúa Estelle của Thụy Điển, Nữ Công tước xứ Östergötland
- 11 tháng 3: Công chúa Norodom Jenna của Campuchia

## Mất

### Tháng 1

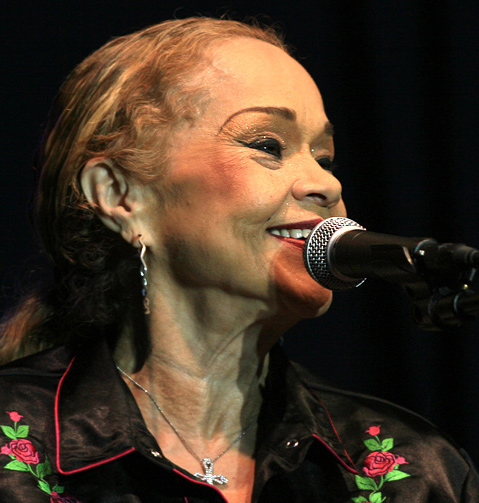
Etta James

- 1 tháng 1 - Kiro Gligorov, Tổng thống Macedonia (sinh 1917)
- 3 tháng 1 - Josef Škvorecký, nhà văn Czech (sinh 1924)
- 9 tháng 1 - Malam Bacai Sanhá, Tổng thống Guinea-Bissau (sinh 1947)
- 20 tháng 1 - Etta James, ca sĩ người Mỹ (sinh 1938)
- 21 tháng 1 - Nhật Ngân, nhạc sĩ Việt Nam (sinh 1942)

### Tháng 2

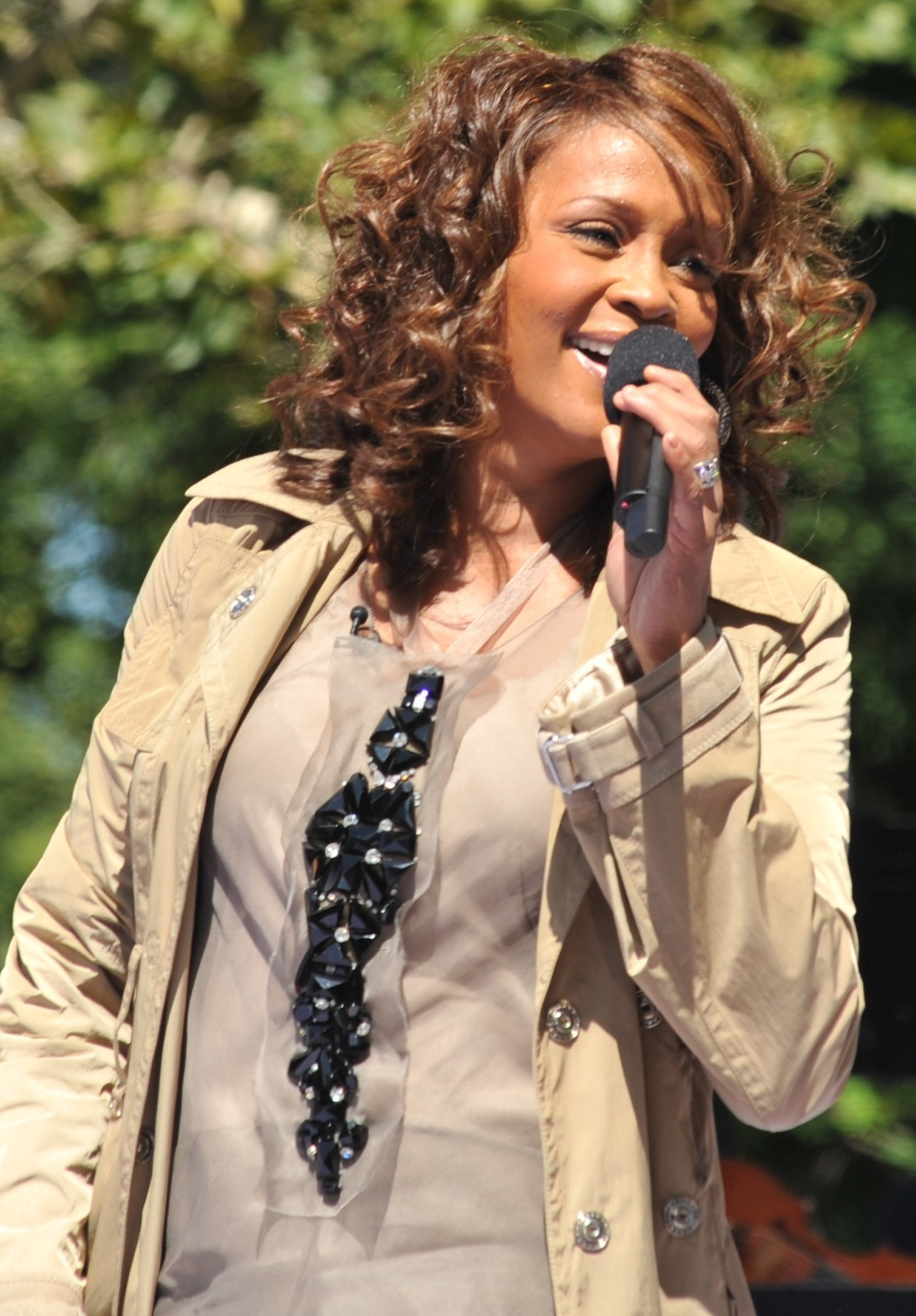
Whitney Houston

- 1 tháng 2 - Wisława Szymborska, nhà thơ Ba Lan và là người đoạt giải Nobel Văn Học năm 1996 (sinh 1923)
- 3 tháng 2
  - Ben Gazzara, diễn viên người Mỹ (sinh 1930)
  - Samuel Youd, tác giả người Anh (sinh 1922)
- 6 tháng 2 - Antoni Tàpies, nghệ sĩ Tây Ban Nha (sinh 1923)
- 11 tháng 2 - Whitney Houston, ca sĩ người Mỹ và nữ diễn viên (sinh 1963)
- 19 tháng 2 - Renato Dulbecco, nhà virus học người Ý đã đoạt giải Nobel Sinh lý và Y khoa năm 1975 (sinh 1914)
- 25 tháng 2 - Maurice André, nghệ sĩ kèn trumpet người Pháp (sinh 1933)

### Tháng 3

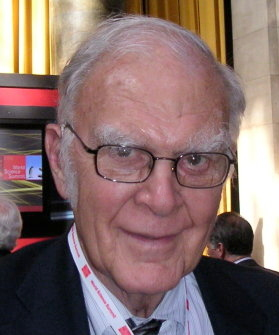
Frank Sherwood Rowland

- 6 tháng 3 - Francisco Xavier Amaral, Tổng thống Đông Timor (sinh 1937)
- 7 tháng 3 - Wlodzimierz Smolarek, cầu thủ bóng đá Ba Lan (sinh 1957)
- 10 tháng 3
  - Jean Giraud, nghệ sĩ truyện tranh Pháp (sinh 1938)
  - Frank Sherwood Rowland, giáo sư hóa học, đoạt giải Nobel Hóa Học năm 1995 (sinh 1927)
- 14 tháng 3 - Ċensu Tabone, Tổng thống thứ tư của Malta (sinh 1913)
- 16 tháng 3 - Estanislau Basora, cầu thủ bóng đá Tây Ban Nha (sinh 1926)
- 17 tháng 3 - Giáo hoàng Shenouda III của Alexandria (sinh 1923)
- 18 tháng 3 - George Tupou V, vua Tonga (sinh 1948)
- 23 tháng 3
  - Abdullahi Yusuf Ahmed, Tổng thống Somalia (2004-2008) (sinh 1934)
  - Naji Talib, Thủ tướng Iraq (sinh 1917)
- 25 tháng 3
  - Antonio Tabucchi, nhà văn Ý (sinh 1943)
  - Edd Gould, họa sĩ hoạt hình, nghệ sĩ và diễn viên lồng tiếng người Anh (sinh 1988)
  - DJ Bo, nữ Dj Việt Nam (sinh 1980)
- 27 tháng 3 - Adrienne Rich, nhà văn người Mỹ (sinh 1929)

### Tháng 4
- 1 tháng 4

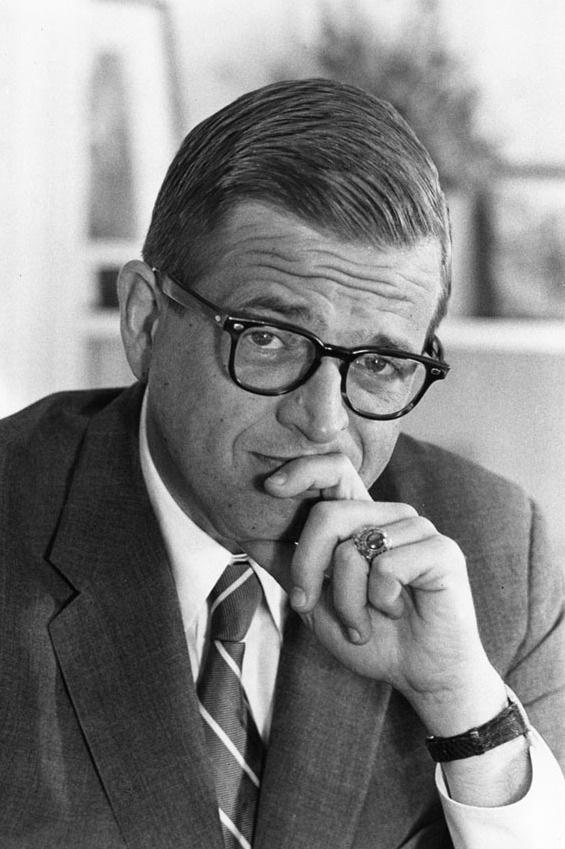
Chuck Colson

  - Miguel de la Madrid, Tổng thống Mexico (sinh 1934)
  - Giorgio Chinaglia, cầu thủ bóng đá Ý (sinh 1947)
- 4 tháng 4 - Thanh Sơn, nhạc sĩ Việt Nam (sinh 1940)
- 5 tháng 4 - Bingu wa Mutharika, tổng thống Malawi (sinh 1934)
- 11 tháng 4 - Ahmed Ben Bella, tổng thống Algeria (sinh 1918)
- 14 tháng 4 - Piermario Morosini, cầu thủ bóng đá Italia (sinh 1986)
- 15 tháng 4 - Murray Rose, động viên bơi lội Úc (sinh 1939)
- 16 tháng 4 - Maersk Mc-Kinney Møller, ông trùm vận chuyển Đan Mạch (sinh 1913)
- 18 tháng 4 - Dick Clark, người dẫn chương trình truyền hình và nhà sản xuất người Mỹ (sinh 1929)
- 19 tháng 4 - Levon Helm, nhạc sĩ người Mỹ (sinh 1940)
- 20 tháng 4 - Valeri Vasiliev, cầu thủ khúc côn cầu Nga (sinh 1949)
- 21 tháng 4 - Charles Colson, nhà truyền giáo người Mỹ (sinh 1931)
- 29 tháng 4
  - Shukri Ghanem, Thủ tướng Libya (sinh 1942)
  - Joel Goldsmith, nhà soạn nhạc người Mỹ (sinh 1957)
- 30 tháng 4 - Alexander Dale OEN, Na Uy vận động viên bơi lội (sinh 1985)

### Tháng 5

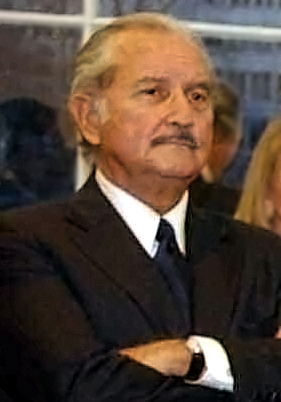
Carlos Fuentes

- 4 tháng 5 - Rashidi Yekini, cầu thủ bóng đá Nigeria (sinh 1963)
- 8 tháng 5 - Maurice Sendak, tác giả người Mỹ (sinh 1928)
- 10 tháng 5 - Carroll Shelby, American thiết kế ô tô, đua lái xe và doanh nghiệp (sinh 1923)
- 15 tháng 5 - Carlos Fuentes, nhà văn sinh ra ở Mexico Panama (sinh 1928)
- 17 tháng 5 - Donna Summer, ca sĩ người Mỹ (sinh 1948)
- 20 tháng 5 - Robin Gibb, nhạc sĩ Anh-Úc (sinh 1949)
- 25 tháng 5 - Jun Jin, Học Sinh Quốc Tế Người Trung Quốc ở Canada (sinh 1978)
- 29 tháng 5 - Kaneto Shindo, đạo diễn phim Nhật Bản (sinh 1912)
- 30 tháng 5 - Andrew Huxley, nhà khoa học, đạt giải Nobel sinh lý và y học năm 1963 (sinh 1917)

### Tháng 6

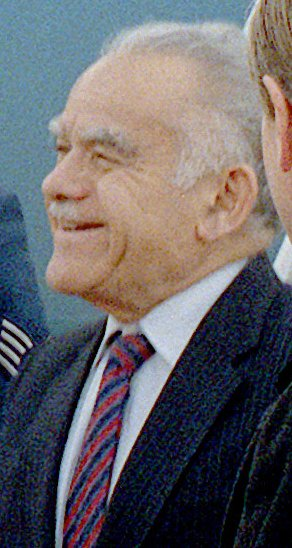
Yitzhak Shamir

- 2 tháng 6 - Kathryn Joosten, nữ diễn viên Mỹ (sinh 1939)
- 3 tháng 6 - Roy Salvadori, tay đua người Anh (sinh 1922)
- 4 tháng 6 - Eduard Khil, ca sĩ người Nga, nghệ sĩ nhân dân Cộng hòa Xô Viết Liên bang Nga (sinh 1934)
- 5 tháng 6 - Ray Bradbury, tác giả người Mỹ (sinh 1920)
- 11 tháng 6
  - Ann Rutherford, nữ diễn viên Mỹ gốc Canada (sinh 1917)
  - Teófilo Stevenson, võ sĩ quyền anh ngườiCuba (sinh 1952)
- 13 tháng 6 - William Standish Knowles, nhà hóa học người Mỹ, đoạt giải Nobel hóa học năm 2001 (sinh 1917)
- 16 tháng 6 - Nayef bin Abdul-Aziz Al Saud, Thái tử của Ả-rập Xê-út (sinh 1933)
- 26 tháng 6 - Nora Ephron, đạo diễn và nhà biên kịch người Mỹ (sinh 1941)
- 30 tháng 6 - Yitzhak Shamir, Thủ tướng Israel (sinh 1915)

### Tháng 7

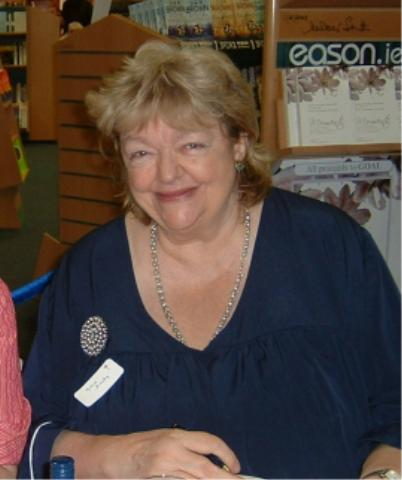
Maeve Binchy

- 1 tháng 7 - Alan G. Poindexter, nhà du hành vũ trụ người Mỹ (sinh 1961)
- 3 tháng 7
  - Andy Griffith, diễn viên người Mỹ (sinh 1926)
  - Sergio Pininfarina, nhà thiết kế ô tô người Ý (sinh 1926)
- 8 tháng 7 - Ernest Borgnine, diễn viên người Mỹ (sinh 1917)
- 13 tháng 7 - Richard D. Zanuck, nhà sản xuất phim Mỹ (sinh 1934)
- 14 tháng 7 - Sixten Jernberg, xuyên quốc gia vận động viên Thụy Điển (sinh 1929)
- 15 tháng 7 - Celeste Holm, nữ diễn viên Mỹ (sinh 1917)
- 16 tháng 7
  - Stephen Covey, tác giả người Mỹ (sinh 1932)
  - Jon Lord, British nhạc sĩ và nhà soạn nhạc (sinh 1941)
- 22 tháng 7 - George Armitage Miller, nhà tâm lý học Hoa Kỳ người tiên phong trong Tâm lý học nhận thức (sinh 1920).[3]
- 23 tháng 7 - Sally Ride, nhà du hành vũ trụ và nhà vật lý học người Mỹ (sinh 1951)
- 24 tháng 7 - John Atta Mills, Tổng thống Ghana (từ năm 2009) (sinh 1944)
- 27 tháng 7 - Jack Taylor, trọng tài bóng đá Anh (sinh 1930)
- 30 tháng 7
  - Maeve Binchy, tác giả người Ailen (sinh 1940)
  - Chris Marker, nhà văn và nhà làm phim tài liệu Pháp (sinh 1921)
- 31 tháng 7 - Gore Vidal, tác giả người Mỹ, nhà viết kịch và nhà hoạt động chính trị (sinh 1925)

### Tháng 8
- 6 tháng 8

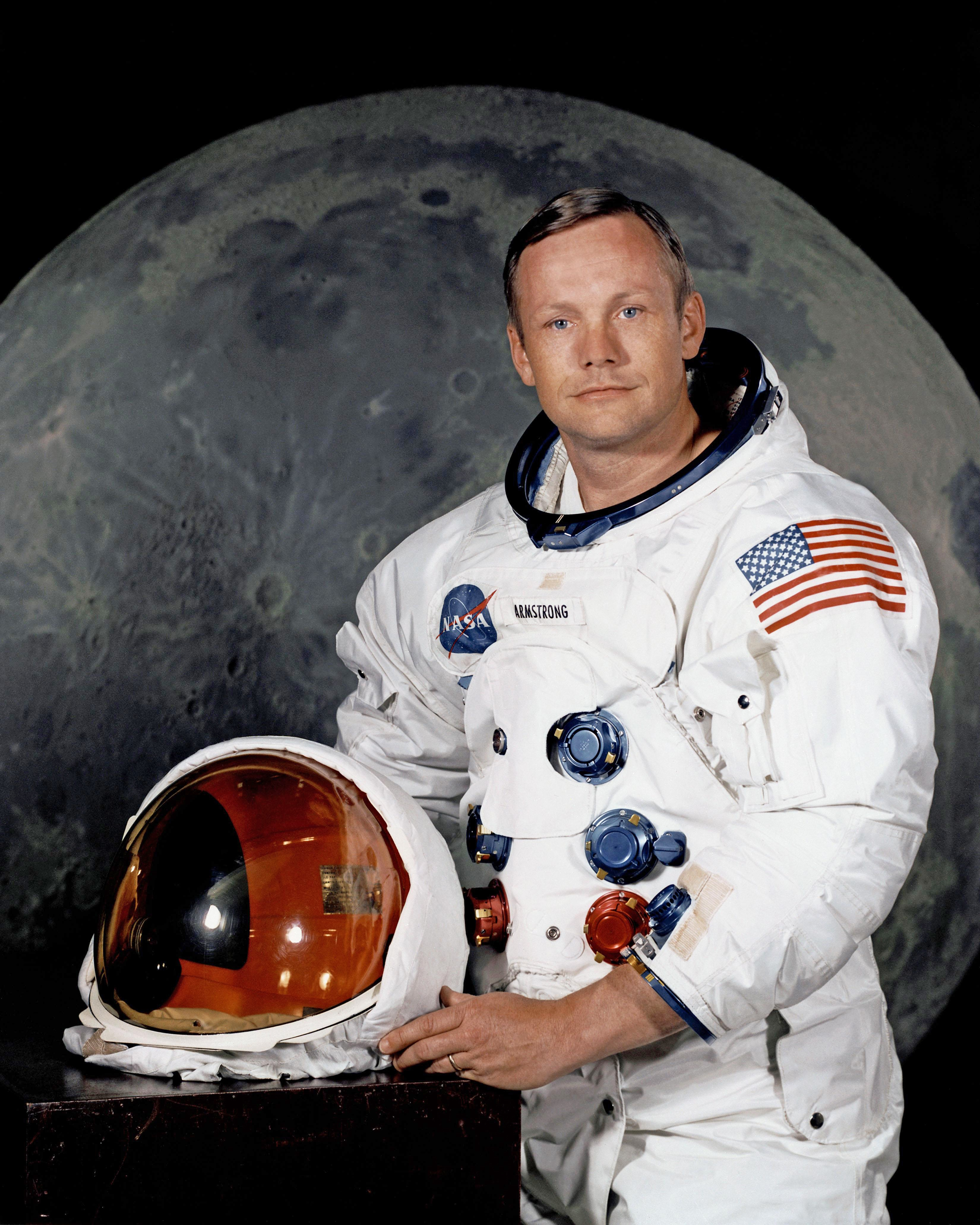
Neil Armstrong

  - Marvin Hamlisch, chỉ huy dàn và nhà soạn nhạc người Mỹ (sinh 1944)
  - Bernard Lovell, nhà thiên văn vật lý người Anh (sinh 1913)
- 10 tháng 8, Việt Dragon Rapper người Úc gốc Việt Nam (sinh 1979)
- 18 tháng 8
  - Scott McKenzie, ca sĩ người Mỹ và nhạc sĩ (sinh 1939)
  - William Windom, diễn viên người Mỹ (sinh 1923)
- 20 tháng 8
  - Phyllis Diller, diễn viên hài người Mỹ (sinh 1917)
- 21 tháng 8 - William Thurston, nhà toán học người Mỹ (sinh 1946)
- 24 tháng 8 - Félix Miélli Venerando, cầu thủ bóng đá Brazil (sinh 1937)
- 25 tháng 8 - Neil Armstrong, nhà du hành vũ trụ người Mỹ (sinh 1930)
- 31 tháng 8
  - Carlo Maria Martini, Đức Hồng y Tổng Giám mục Milan (sinh 1927)
  - Sergey Leonidovich Sokolov, Bộ trưởng Bộ Quốc phòng Liên Xô (sinh 1911)

### Tháng 9

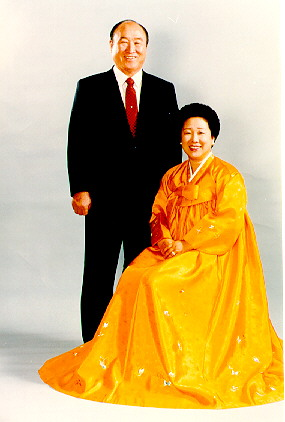
Sun Myung Moon

- 1 tháng 9 - Hòa thượng Thích Minh Châu, Phó Pháp chủ Hội đồng Chứng minh Giáo hội Phật giáo Việt Nam, Viện trưởng Học viện Phật giáo Việt Nam tại Thành phố Hồ Chí Minh, Viện chủ Thiền viện Vạn Hạnh (Thành phố Hồ Chí Minh) (sinh 1918)
- 3 tháng 9
  - Michael Clarke Duncan, diễn viên người Mỹ (sinh 1957)
  - Sun Myung Moon, lãnh đạo tôn giáo Hàn Quốc (sinh 1920)
- 16 tháng 9 - công chúa Ragnhild, bà Lorentzen, công chúa Na Uy (sinh 1930)
- 23 tháng 9
  - Pavel Grachev, Bộ trưởng Quốc phòng Liên bang Nga (sinh 1948)
  - Corrie Sanders, võ sĩ quyền Anh người Nam Phi (sinh 1966)
- 25 tháng 9 - Andy Williams, ca sĩ người Mỹ (sinh 1927)
- 28 tháng 9 - Michael O'Hare, diễn viên người Mỹ (sinh 1952)

### Tháng 10

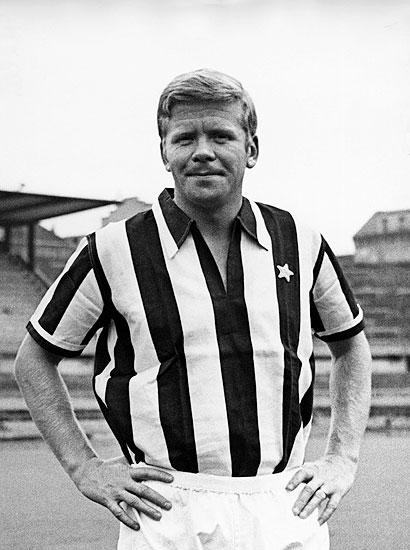
Helmut Haller

- 6 tháng 10 - Chadli Bendjedid, Tổng thống Algeria (sinh 1929)
- 10 tháng 10 - Trần Trịnh, nhạc sĩ Việt Nam (sinh 1937)
- 11 tháng 10 - Helmut Haller, cầu thủ bóng đá Đức (sinh 1939)
- 14 tháng 10 - Arlen Specter, chính trị gia người Mỹ (sinh 1930)
- 15 tháng 10 - Norodom Sihanouk, cựu Quốc vương, Thái thượng vương của Vương quốc Campuchia. (sinh 1922)
- 17 tháng 10 - Sylvia Kristel, nữ diễn viên người Hà Lan (sinh 1952)
- 20 tháng 10 - E. Donnall Thomas, thầy thuốc người Mỹ đã đoạt Giải Nobel Sinh lý và Y khoa năm 1990 (sinh 1920)
- 21 tháng 10 - George McGovern, chính trị gia Mỹ, sử gia và tác giả (sinh 1922)

### Tháng 11
- 23 tháng 11 - Larry Hagman, Nhà làm phim và diễn viên người Mỹ (Sinh 1931)
- 26 tháng 11 - Joseph E. Murray, Bác sĩ người Mỹ, đoạt giải Nobel Sinh lý và Y khoa năm 1990 (Sinh 1919)

### Tháng 12

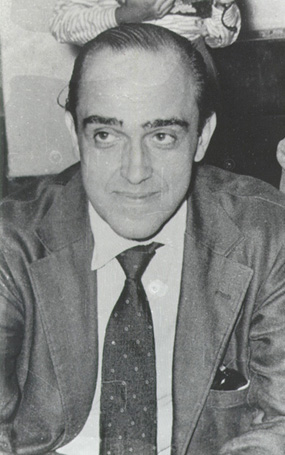
Oscar Niemeyer

- 5 tháng 12 - Oscar Niemeyer, kiến trúc sư người Brasil (Sinh 1907)
- 10 tháng 12 - Iajuddin Ahmed, Tổng thống thứ 13 của Bangladesh (Sinh 1931)
- 11 tháng 12 - Ravi Shankar, nghệ sĩ nhạc cụ Ấn Độ (Sinh 1920)
- 24 tháng 12
  - Charles Durning, diễn viên điện ảnh, diễn viên truyền hình người Mỹ (Sinh 1923)
  - Jack Klugman, diễn viên và nhà sản xuất người Mỹ (Sinh 1922)
- 27 tháng 12, H. Norman Schwarzkopf - Đại tướng Tư lệnh Bộ tư lệnh Trung Đông, Quân đội Hoa Kỳ (Sinh 1934)
- 19 tháng 12 - Duy Quang - ca sĩ tân nhạc Việt Nam (Sinh 1950)[4]

## Giải Nobel
- Hóa Học - Robert Lefkowitz và Brian Kobilka
- Kinh Tế - Alvin Roth và Lloyd Shapley
- Văn Học - Mạc Ngôn
- Hòa Bình - Liên minh châu Âu
- Vật Lý - Serge Haroche và David J. Wineland
- Y học - John Gurdon và Shinya Yamanaka

## Ngày lễ
- 23 tháng 1 - mùng 1 Tết Âm Lịch
- 31 tháng 3 - Giỗ Tổ Hùng Vương
- 30 tháng 9 - Tết Trung Thu